# Richard Shelley
Richard Shelley (ca. 1513 - ca. 1589) was een Engels diplomaat en was de laatste Grootptior van de Orde van Malta in Engeland.

## Biografie
Richard Shelley werd omstreeks 1513 geboren als zoon van William Shelley. Net als vele bij hem in de familie trad ook hij in bij de Orde van Malta. Rond 1535 werd hij naar het buitenland gestuurd om daar zijn scholing af te ronden. Nadat hij zijn opleiding had afgerond reisde hij veel in Europa rond in zijn functie als diplomaat van de Engelse koning en stond hij in nauw contact met Richard Morrison. Richard Shelley was in staat om de Orde van Malta te herstellen ten tijde van de regering van Maria I van Engeland. In 1558 ondernam hij een reis naar Malta, maar werd tijdens zijn reis ziek in Brussel. In 1565 reisde hij opnieuw af naar Malta om zijn broeders daar bij te staan in de strijd tegen de Ottomanen, maar hij kwam dit keer niet verder dan Sicilië. Pas na de afloop van het beleg kon hij naar het eiland toe. Hij verliet het eiland weer in 1569 nadat hij niet tot een akkoord was gekomen met Pietro del Monte San Savino. Daarna vestigde hij zich in Venetië, pas in 1583 kon hij terugkeren naar Engeland om zijn geloof te belijden.